# Antonio Pini-Corsi
Antonio Pini-Corsi (ur. w czerwcu 1858 w Zarze, zm. 22 kwietnia 1918 w Mediolanie) – włoski śpiewak operowy, baryton.

## Życiorys
Pochodził z rodziny muzyków. Na scenie zadebiutował w 1878 roku rolą Dandiniego w Kopciuszku Gioacchino Rossiniego. Początkowo wykonywał role komiczne, później poszerzył swój repertuar także o partie dramatyczne. W 1892 roku debiutował na deskach mediolańskiej La Scali w operze Cristoforo Colombo Alberto Franchettiego. W 1893 roku Giuseppe Verdi powierzył mu rolę Forda w prapremierowym przedstawieniu Falstaffa. W 1896 roku wystąpił w Turynie w prapremierze Cyganerii Giacomo Pucciniego. W latach 1894–1896 oraz 1902–1903 występował w Covent Garden Theatre w Londynie. W sezonach 1898, 1901 i 1904–1914 śpiewał w nowojorskiej Metropolitan Opera. Gościnnie występował m.in. w Wiedniu (1893, 1908), Berlinie (1907), Monte Carlo (1895–1896, 1903, 1907) i Buenos Aires (1908). Po raz ostatni wystąpił na scenie w 1917 roku w mediolańskim Teatro dal Verme.
Do jego popisowych ról należały Leporello w Don Giovannim, Bartolo w Cyruliku sewilskim i partia tytułowa w Don Pasquale. Dokonał nagrań płytowych dla wytwórni G&T, Columbia Records, HMV i Pathé. 